# Gmina Lincoln (hrabstwo Calhoun)

Położenie Gminy Lincoln w hrabstwie Calhoun

Gmina Lincoln (ang. Lincoln Township) – gmina w USA, w stanie Iowa, w hrabstwie Calhoun. Według danych z 2000 roku gmina miała 2150 mieszkańców.